# Русанівський метроміст
Русанівський метроміст — міст через Русанівську протоку в Києві, призначений для руху автотранспорту і поїздів метро. Відкритий 5 листопада 1965 року як продовження мосту Метро одночасно з відкриттям третьої черги Святошинсько-Броварської лінії Київського метрополітену від станції «Дніпро» до станції «Дарниця». Побудований на місці зруйнованого в роки німецько-радянської війни Русанівського мосту М. А. Бєлелюбського.
Міст балкової конструкції, шестіпрогоновий, довжина моста — 349,2 м, ширина проїзної частини для автомобілів по північній стороні мосту — 14,0 м, ширина тротуарів — 2,25 +1,25 м.
По південній стороні моста прокладено дві колії лінії метрополітену на ділянці між станціями  «Гідропарк» та  «Лівобережна».
У квітні 2007 року на містобудівній раді Київголовархітектури розглядався проєкт реконструкції моста з його накриттям.

## Зображення

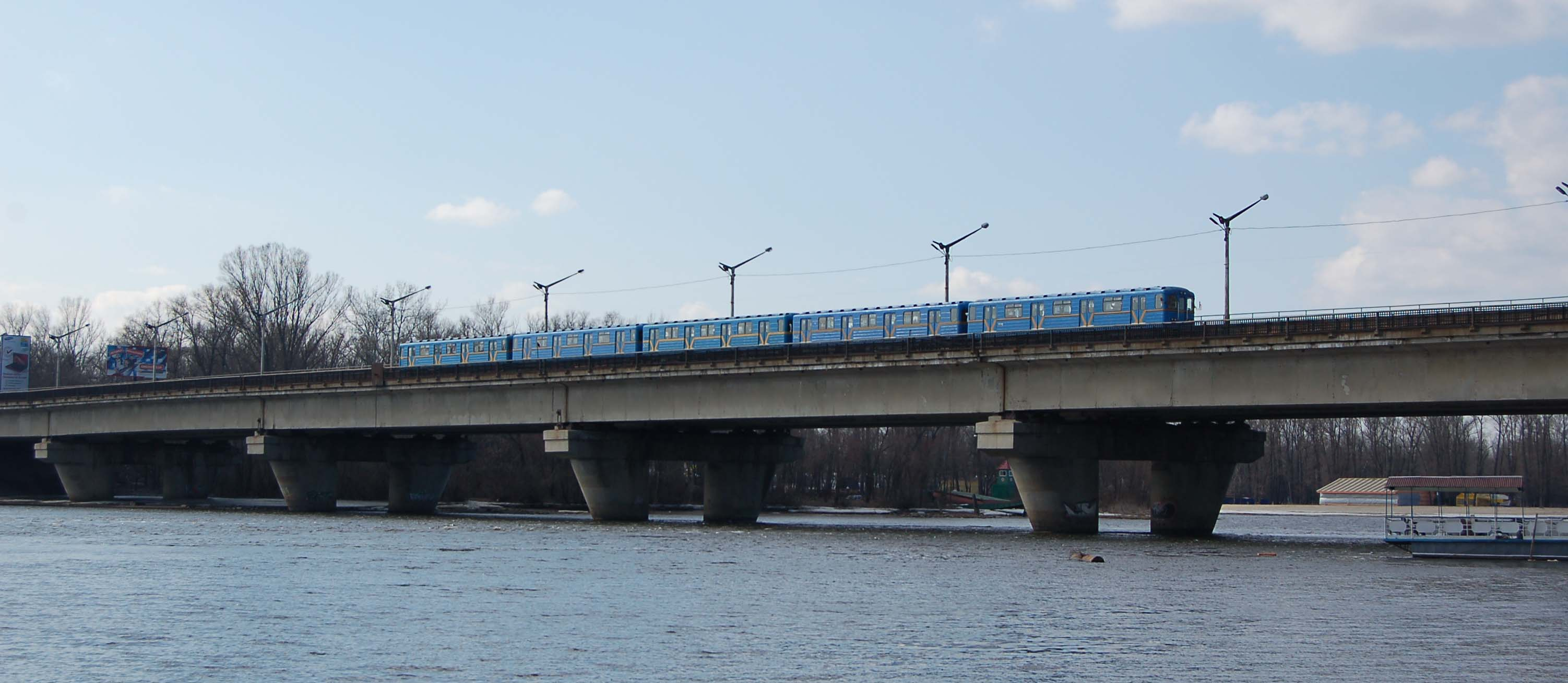
Поїзд метро на Русанівському мосту, березень 2010 року
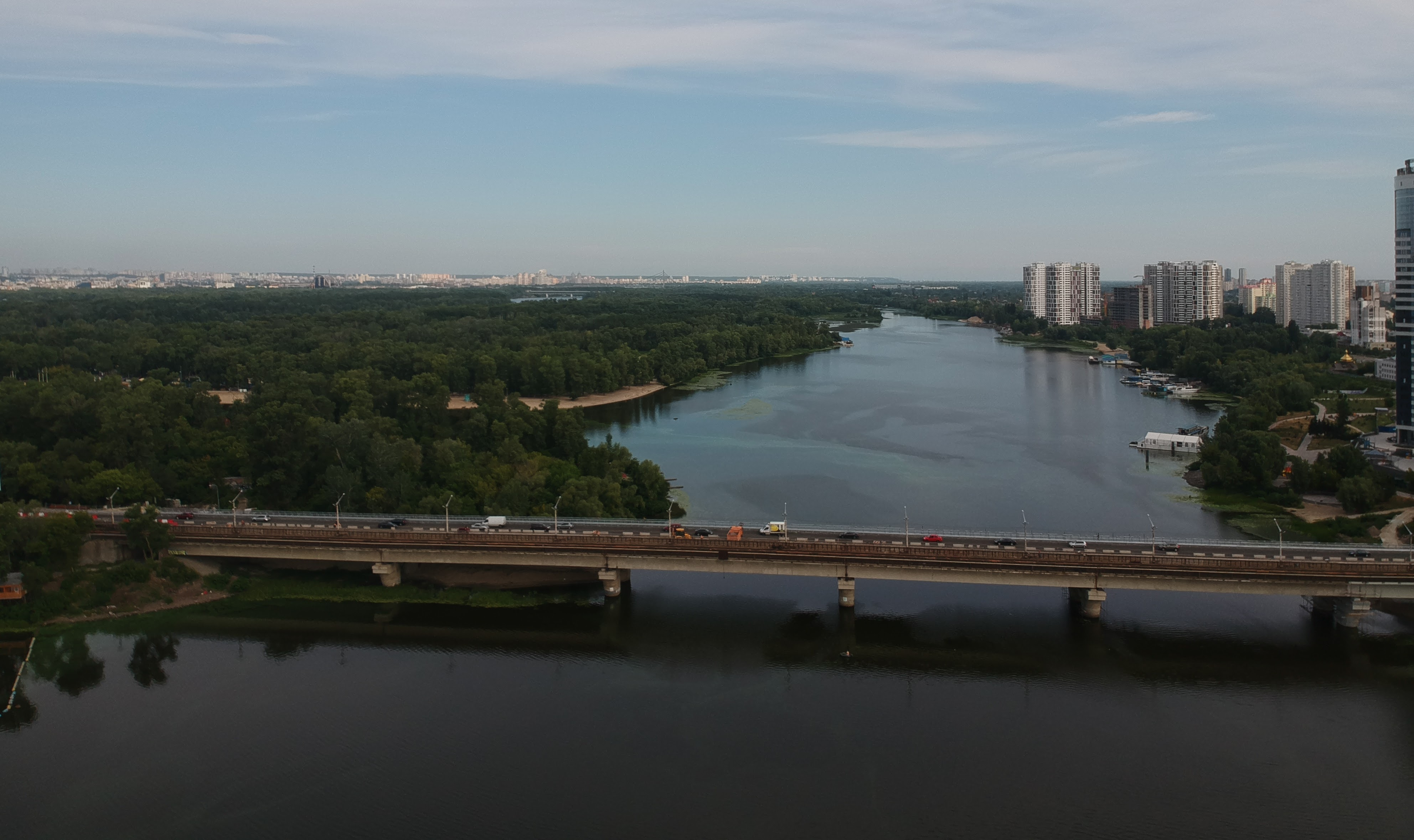
Русанівський метроміст з висоти пташиного польоту